# Kloster Maceira Dão
Das Kloster Maceira Dão (Santa Maria de Maceira Dão, Macenaria) ist eine ehemalige Zisterzienserabtei in der Freguesia Fornos de Maceira Dão im Distrikt Viseu in Portugal.

## Geschichte
Das Kloster wurde 1161 von Sueiro Teodoniz in Moimenta do Dão gestiftet und 1173 nach Fornos de Maceira Dão verlegt. Dom Afonso Henriques stellte es unter seinen persönlichen Schutz. Es wurde im Jahr 1188 als Tochterkloster von Kloster Alcobaça in den Zisterzienserorden aufgenommen und gehörte der Filiation der Primarabtei Clairvaux an. 1560 überließ Heinrich I. von Portugal dem Kloster die Güter zweier aufgelöster Klöster. Wie alle portugiesischen Zisterzienserklöster wurde auch Maceira Dão 1834 aufgelöst. Den Klosterbesitz erhielt darauf der Concelho von Mangualde. Das Kloster befindet sich heute in Privatbesitz.

## Bauten und Anlage
Die manieristische und Barockarchitektur mit einer ovalen Kirche stammt aus dem 17. und 18. Jahrhundert. Das Kloster ist als Nationalmonument klassifiziert.